# Арарат (Австралия)
Вижте пояснителната страница за други значения на Арарат.
Арарат (на английски: Ararat) е град в щата Виктория в Австралия. Разположен е на 198 km западно от Мелбърн. Населението му през 2011 г. е 7024 души.

## История
Арарат е основн през 1857 г. по време на т.нар. Златна треска във Виктория, която го превръща в процъфтяващо селище до началото на XX век. След това започва постепенен спад в населението му. На 24 май 1950 г. е обявен за град. Населението му продължава да намалява до 1980-те – 1990-те години, след което започва лек прираст, което се дължи на някои инфраструктурни проекта.
Получава това име от разположената на 10 km югозападно от него планина Арарат, именувана от Хорацио Уилс през 1841 г.

## География
Градът е разположен в югоизточната част на Австралия. Намира се в умерения климатичен пояс с океанско вличние. През зимата температурата на въздуха рядко се понижава до 0 °C, средното годишно количество на валежите възлиза на 584 mm.
| Арарат, Виктория, Австралия           | Арарат, Виктория, Австралия | Арарат, Виктория, Австралия | Арарат, Виктория, Австралия | Арарат, Виктория, Австралия | Арарат, Виктория, Австралия | Арарат, Виктория, Австралия | Арарат, Виктория, Австралия | Арарат, Виктория, Австралия | Арарат, Виктория, Австралия | Арарат, Виктория, Австралия | Арарат, Виктория, Австралия | Арарат, Виктория, Австралия | Арарат, Виктория, Австралия |
| Месеци                                | яну.                        | фев.                        | март                        | апр.                        | май                         | юни                         | юли                         | авг.                        | сеп.                        | окт.                        | ное.                        | дек.                        | Годишно                     |
| Абсолютни максимални температури (°C) | 43,1                        | 44,7                        | 39,0                        | 33,5                        | 26,2                        | 20,4                        | 21,0                        | 24,5                        | 28,9                        | 34,7                        | 39,8                        | 42,5                        | 44,7                        |
| Средни максимални температури (°C)    | 26,9                        | 27,1                        | 23,9                        | 19,5                        | 15,4                        | 12,4                        | 11,7                        | 13,0                        | 15,2                        | 18,1                        | 21,5                        | 24,5                        | 19,1                        |
| Средни минимални температури (°C)     | 11,2                        | 11,3                        | 9,6                         | 7,2                         | 5,5                         | 3,9                         | 3,4                         | 3,9                         | 5,1                         | 6,0                         | 7,8                         | 9,3                         | 7,0                         |
| Абсолютни минимални температури (°C)  | 0,6                         | 0,3                         | −0,9                        | −5,7                        | −5,2                        | −6,4                        | −7,3                        | −6,2                        | −4                          | −4,5                        | −4,5                        | −1                          | −7,3                        |
| Средни месечни валежи (mm)            | 39,9                        | 32,5                        | 30,6                        | 42,5                        | 51,6                        | 56,4                        | 62,8                        | 69,0                        | 59,7                        | 56,5                        | 45,0                        | 37,7                        | 584,2                       |
| ------------------------------------- | --------------------------- | --------------------------- | --------------------------- | --------------------------- | --------------------------- | --------------------------- | --------------------------- | --------------------------- | --------------------------- | --------------------------- | --------------------------- | --------------------------- | --------------------------- |
| Източник:                             |                             |                             |                             |                             |                             |                             |                             |                             |                             |                             |                             |                             |                             |

## Население
88% от населението на Арарат е родено в Австралия, а 62% от цялото население се самоопределят като християни.